# Sisyranthus compactus
Sisyranthus compactus är en oleanderväxtart som beskrevs av Nicholas Edward Brown. Sisyranthus compactus ingår i släktet Sisyranthus och familjen oleanderväxter. Inga underarter finns listade i Catalogue of Life.